# District de Mianwali
Le district de Mianwali est une subdivision administrative de la province du Pendjab au Pakistan. Constitué autour de sa capitale Mianwali, le district est entouré au nord par le district de Kohat dans la province voisine de Khyber Pakhtunkhwa, à l'est par les districts d'Attock, de Chakwal et de Khushab, au sud par le district de Bhakkar, en enfin à l'ouest par les districts de Dera Ismail Khan, de Lakki Marwat et de Karak.
Le district est	situé dans la partie nord de la province du Pendjab, plutôt urbanisée et industrielle. Sa population de 1,5 million d'habitants en 2017 parle majoritairement le pendjabi, avec d'importantes minorités parlant pachto et saraiki, et vit notamment de l'agriculture. C'est un fief politique conservateur, principalement acquis à Ligue musulmane du Pakistan mais aussi plus récemment au Mouvement du Pakistan pour la justice d'Imran Khan.

## Histoire
À l'époque de la partition des Indes en 1947, la région connait de forts mouvements de populations, les minorités hindoues et sikhs émigrant en Inde, tandis que des musulmans font le trajet inverse. La population majoritairement musulmane soutenait principalement la création du Pakistan et la Ligue musulmane.

## Géographie et climat
Le fleuve Indus traverse le district du nord au sud. On y trouve le barrage Jinnah, qui crée divers canaux permettant l'irrigation de la région. Le climat de la région connait des saisons différentes, de très chaud en été avec des températures pouvant grimper jusqu'à 51 degrés Celsius, et tombant à seulement deux degrés en hiver. Le district contient environ 16 200 hectares, soit 3 % de sa superficie.

## Économie

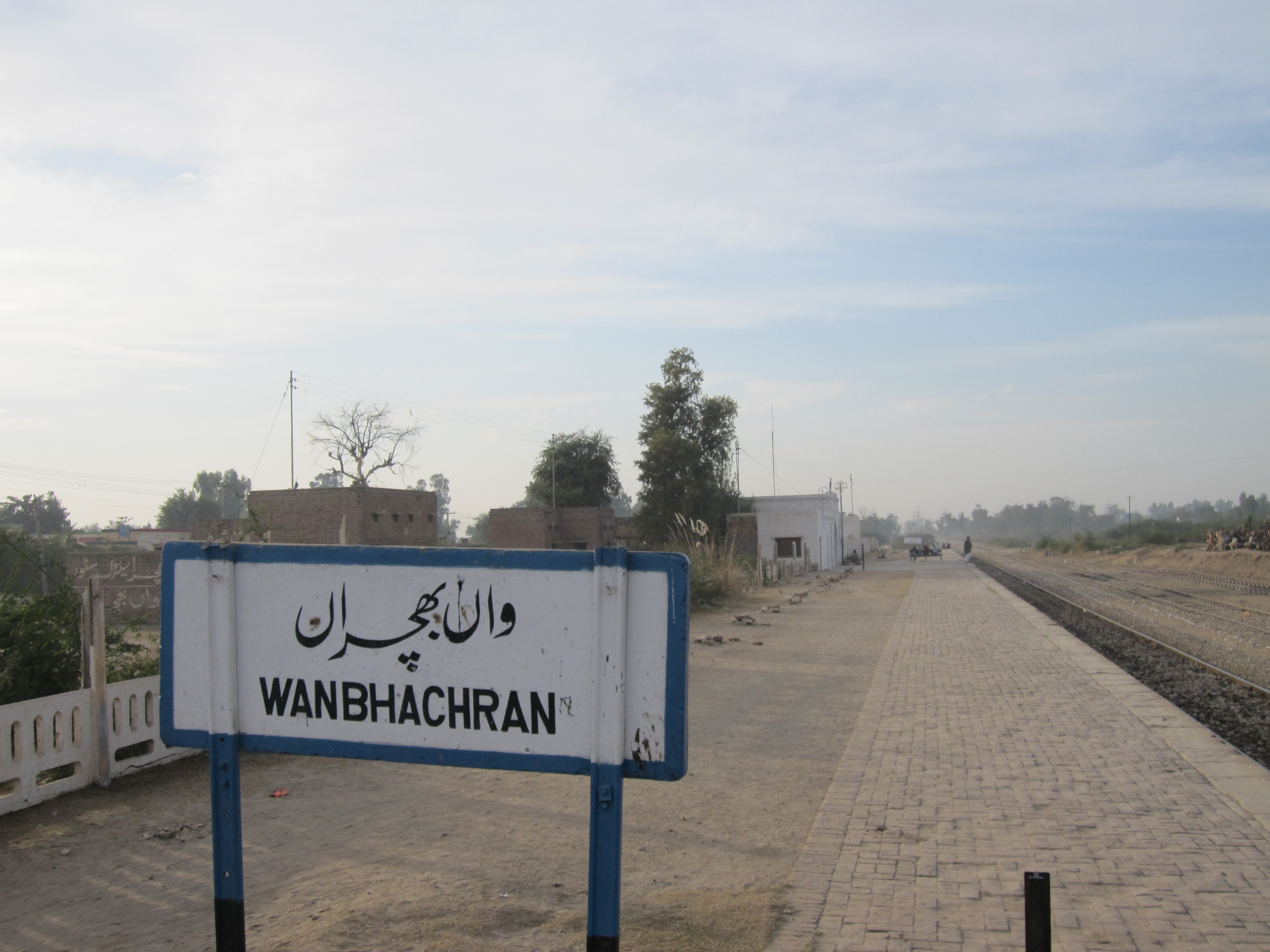
La gare de Wan Bhachran.

L'économie du district repose principalement sur l'agriculture, contenant principalement des cultures de blés et de canne à sucre. On trouve divers élevages de bétails, moutons et chèvres notamment. Par ailleurs, le district comporte des mines de charbon, de dolomite, de gypse, de calcaire et d'halite notamment. L'industrie locale produit essentiellement du ciment et des produits pharmaceutiques, chimiques, ainsi que des fertilisants.
Le district est relativement bien desservi par les transports, dont surtout les chemins de fer qui traversent le district en reliant les villes de Kundian de Mianwali avec le reste du pays. Le réseau routier est plus modeste, car le district ne comporte ni autoroute ni route nationale.

## Démographie
Lors du recensement de 1998, la population du district a été évaluée à 1 056 620 personnes, dont environ 21 % d'urbains. Le taux d'alphabétisation était de 43 % environ, dont 64 pour les hommes et 22 pour les femmes. Le nombre de personnes par foyer était de 7,1 en moyenne.
Le recensement suivant mené en 2017 pointe une population de 1 546 094 habitants, soit une croissance annuelle de 2,02 %, inférieure aux moyennes provinciale et nationale de 2,13 % et 2,4 % respectivement. Le taux d'urbanisation reste inchangé, à 21 %.
La langue la plus parlée du district est le pendjabi dans plusieurs de ses dialectes, mais on trouve aussi d'importantes minorités parlant saraiki et pachto. Cette dernière langues est parlée par les Pachtounes qui vivent près de la frontière avec la province de Khyber Pakhtunkhwa. Le district compte quelques minorités religieuses, 2 % de chrétiens et 0,6 % d'hindous en 1998.

## Administration

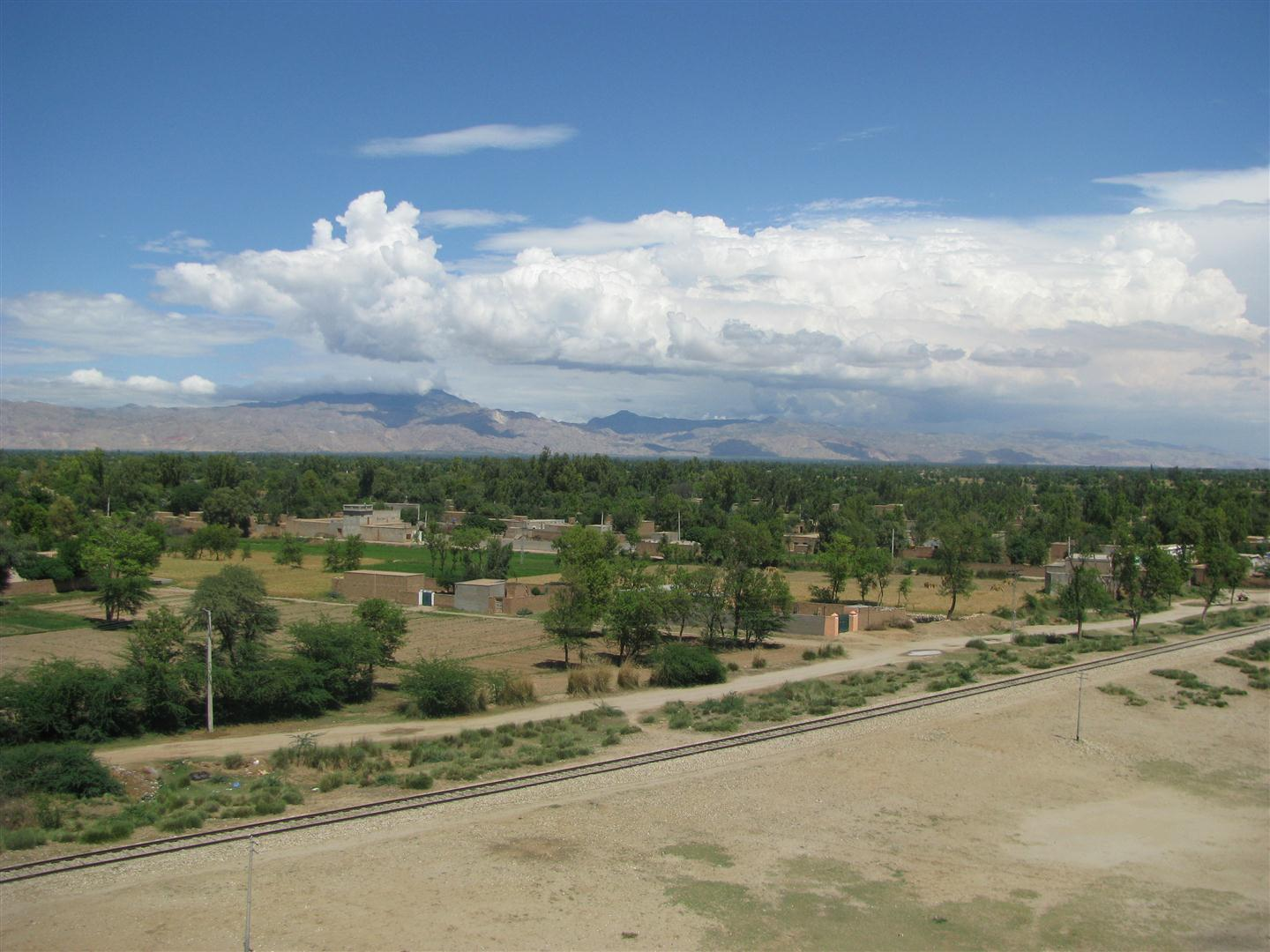
Le village de Wan Bhachran, dans le tehsil de Mianwali.

Le district est divisé en trois tehsils, Isakhel, Mianwali et Piplan, et 56 Union Councils. Sept villes dépassent les 20 000 habitants, la capitale Mianwali étant la plus importante. La capitale regroupe à elle seule près de 8 % de la population totale du district selon le recensement de 2017, et les sept villes réunissent plus de 95 % de la population urbaine.
Le district a été créé en novembre 1901, et à cette occasion, un certain nombre de villes qui étaient autrefois contenues dans l'ancien district de Bannu de la province de Khyber Pakhtunkhwa, comme Mianwali ou Kundian, se sont retrouvées dans la province du Pendjab. À cette époque, le district contenait également le tehsil de Layyah, qui a été transféré dès 1909 dans le district de Muzaffargarh, puis en 1982 le tehsil de Bhakkar est devenu un district séparé.
| Ville         | Population (rec. 2017) |
| ------------- | ---------------------- |
| Mianwali      | 118 883                |
| Kundian       | 45 768                 |
| Kamar Mushani | 36 036                 |
| Liaquatabad   | 31 446                 |
| Daud Khel     | 28 593                 |
| Isakhel       | 25 688                 |
| Kalabagh      | 22 986                 |

## Politique

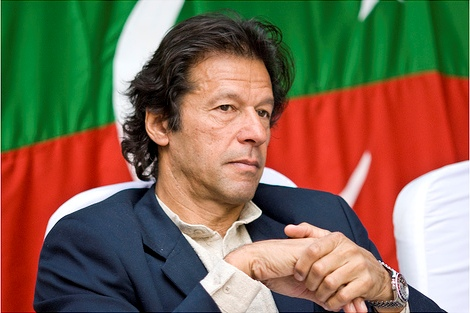
Imran Khan, dirigeant du Mouvement du Pakistan pour la justice.

Le district est représenté par les quatre circonscriptions no 43 à 46 à l'Assemblée provinciale du Pendjab. Lors des élections législatives de 2008, elles sont remportées par un candidat de la Ligue musulmane du Pakistan (N), un de la Muttahida Majlis-e-Amal et deux indépendants, et durant les élections législatives de 2013 elles ont été remportées par trois candidats du Mouvement du Pakistan pour la justice et un candidat de la Ligue musulmane du Pakistan (N). À l'Assemblée nationale, il est représenté par les deux circonscriptions no 72 et 72. Lors des élections de 2008, elles ont été remportées par deux candidats indépendants, et durant les élections de 2013 elles sont remportées par deux candidats du Mouvement pour la justice, dont Imran Khan, chef du mouvement, dans la première circonscription.
Avec le redécoupage électoral de 2018, Mianwali est représenté par les deux circonscriptions no 95 à 96 à l'Assemblée nationale et par les quatre circonscriptions no 85 à 88 à l'Assemblée provinciale. Lors des élections de 2018, elles sont remportées toutes remportées par des candidats du Mouvement du Pakistan pour la justice.
| Parti                                        | Voix (national) | %       | Élus nationaux | Élus provinciaux |
| -------------------------------------------- | --------------- | ------- | -------------- | ---------------- |
| Mouvement du Pakistan pour la justice        | 323 709         | 64,41 % | 2              | 4                |
| Ligue musulmane du Pakistan (N)              | 105 294         | 20,95 % | 0              | 0                |
| Tehreek-e-Labbaik Pakistan                   | 47 426          | 9,44 %  | 0              | 0                |
| Autres partis                                | 9 109           | 1,81 %  | 0              | 0                |
| Indépendants                                 | 17 072          | 3,40 %  | 0              | 0                |
| Total exprimés (participation : 63,7 %)      | 502 610         | 100 %   | 2              | 4                |
| Source : Commission électorale du Pakistan,. |                 |         |                |                  |